# Festival du film de Londres
Pour les articles homonymes, voir LFF.
Le festival du film de Londres (London Film Festival ou LFF, aussi appelé BFI London Film Festival) est un festival de cinéma britannique créé en 1956 et qui se déroule chaque année à Londres.
Il est considéré comme le plus grand festival cinématographique britannique.

## Historique
Il est organisé par le British Film Institute et parrainé par le quotidien The Times.
Chaque édition voir la projection de plus de 300 films, documentaires et courts-métrages issus de plus de 50 pays. Le LFF présente le meilleur du cinéma international et récompense la créativité, l'originalité et l'imagination des cinéastes reconnus et émergents.

## Programme
- Official Competition
- First Feature Competition
- Documentary Competition

- Galas
- Love
- Debate
- Dare
- Laugh
- Thrill
- Cult
- Journey
- Sonic
- Family
- Experimenta
- Treasures

## Composition du jury "Official Competition"
- 2009 :  Anjelica Huston (présidente du jury), John Akomfrah, Jarvis Cocker, Mathieu Kassovitz, Charlotte Rampling, Iain Softley
- 2012 : David Hare (président du jury)
- 2015 :  Pawel Pawlikowski (président du jury), Christine Vachon, Chiwetel Ejiofor, Kristin Scott-Thomas, Mabel Cheung
- 2016 : Athina Rachel Tsangari (présidente du jury), Sarah Gavron, Louise Osmond, Mat Kirkby
- 2017 : Andrea Arnold (présidente du jury), Emma Thomas, Eric Bana, Lily Cole, Babak Anvari, Ashley Clark, Alexei Popogrebsky
- 2018 : Lenny Abrahamson (président du jury), Baz Bamigboy, Emilia Clarke, Cairo Cannon, Gonzalo Maza, Andrea Riseborough
- 2019 : Wash Westmoreland, Jessica Hausner, Yance Ford, Jacqui Davies
- 2021 : Małgorzata Szumowska (présidente du jury), Jessica Kiang, Nina Gold, Aleem Khan, Mark Cousins
- 2022 : Tanya Seghatchian (présidente du jury), Gwendoline Christie, Kemp Powers, Chaitanya Tamhane, Charles Gant
- 2023 : Amat Escalante (président du jury), Kate Taylor, Niven Govinden

## Prix décernés
- Sutherland Trophy : meilleur premier film
- Meilleur film (Best Film)
- Meilleur espoir britannique (Best British Newcomer Award)
- Grierson Award du meilleur film documentaire
- BFI Fellowships

## Palmarès

### Années 2000

#### 2004
- The Sutherland Trophy : Tarnation de Jonathan Caouette
- The Satyajit Ray Award : The Woodsman de Nicole Kassell

#### 2005
- The Sutherland Trophy : Eläville ja kuolleille de Kari Paljakka
- The Satyajit Ray Award : Pavee Lackeen - La fille du voyage (Pavee Lackeen: The Traveller Girl) de Perry Ogden

#### 2006
- The Sutherland Trophy : Red Road de Andrea Arnold
- The Satyajit Ray Award : La Vie des autres de Florian Henckel von Donnersmarck

#### 2007
- The Sutherland Trophy : Persepolis de Marjane Satrapi et Vincent Paronnaud
- The Satyajit Ray Award : California Dreamin'  de Cristian Nemescu (à titre posthume)

#### 2008
Le 52e Festival du film de Londres s'est déroulé du 15 au 30 octobre 2008.
- The Sutherland Trophy : Tulpan de Sergueï Dvortsevoy
- The Satyajit Ray Award : Le Déjeuner du 15 août (Pranzo di ferragosto) de Gianni Di Gregorio
- FIPRESCI International Critics Award : Three Blind Mice de Matthew Newton
- Grierson Award : Victoire Terminus, Kinshasa de Florent de La Tullaye et Renaud Barret
- TCM Classic Shorts Award : Leaving de Richard Penfold et Sam Hearn

#### 2009
Le 53e Festival du film de Londres s'est déroulé du 14 au 29 octobre 2009.
- The Sutherland Trophy : Ajami (عجمي) de Scandar Copti et Yaron Shani
- Meilleur film : Un prophète de Jacques Audiard
- Meilleur espoir britannique : Jack Thorne pour le scénario de The Scouting Book For Boys
- Grierson Award : Defamation (Hashmatsa) de Yoav Shamir
- BFI Fellowships : Souleymane Cissé (réalisateur) et John Hurt (acteur)

### Années 2010

#### 2010
Le 54e Festival du film de Londres s'est déroulé du 13 au 28 octobre 2010.
- The Sutherland Trophy : The Arbor de Clio Barnard
- Meilleur film : Comment j'ai passé cet été (Kak ya provel etim letom) d'Alekseï Popogrebski
- Meilleur espoir britannique : Clio Barnard pour la réalisation de The Arbor
- Grierson Award : Armadillo de Janus Metz
- BFI Fellowships : Danny Boyle (réalisateur)

#### 2011
Le 55e Festival du film de Londres s'est déroulé du 12 au 27 octobre 2011.
- The Sutherland Trophy : Las acacias de Pablo Giorgelli
- Meilleur film : We Need to Talk About Kevin de Lynne Ramsay
- Meilleur espoir britannique : Candese Reid pour Junkhearts
- Grierson Award : Into the Abyss : A Tale of Death, A Tale of Life de Werner Herzog
- BFI Fellowships : Ralph Fiennes et David Cronenberg

#### 2012
Le 56e Festival du film de Londres s'est déroulé du 10 au 21 octobre 2012.
- The Sutherland Trophy : Les Bêtes du sud sauvage de Benh Zeitlin
- Meilleur film : De rouille et d'os de Jacques Audiard
- Meilleur espoir britannique : Sally El Hosaini pour My Brother the Devil
- Grierson Award : Mea Maxima Culpa: Silence in the House of God de Alex Gibney
- BFI Fellowships : Tim Burton et Helena Bonham Carter

#### 2013
Le 57e Festival du film de Londres s'est déroulé du 09 au 20 octobre 2013.
- The Sutherland Trophy : Ilo Ilo de Anthony Chen
- Meilleur film : Ida de Paweł Pawlikowski
- Meilleur espoir britannique : Jonathan Asser pour Maintenant c'est ma vie
- Grierson Award : My Fathers, My Mother and Me de Paul-Julien Robert
- BFI Fellowships : Christopher Lee

#### 2014
Le 58e Festival du film de Londres s'est déroulé du 08 au 19 octobre 2014.
- Meilleur film : Leviathan (Левиафан) d'Andreï Zviaguintsev
- Sutherland Trophy du meilleur premier film : The Tribe (Плем'я) de Myroslav Slaboshpytskiy
- Meilleur espoir britannique : Sameena Jabeen Ahmed pour Catch Me Daddy
- Grierson Award : Eau argentée, Syrie autoportrait (ماء الفضة) de Wiam Simav Bedirxan et Ossama Mohammed
- BFI Fellowships : Stephen Frears

#### 2015
Le 59e Festival du film de Londres s'est déroulé du 7 au 18 octobre 2015.
- Meilleur film : Chevalier d'Athiná-Rachél Tsangári
- Sutherland Trophy du meilleur premier film : The Witch de Robert Eggers
- Grierson Award du meilleur documentaire: Sherpa de Jennifer Peedom
- BFI Fellowships : Cate Blanchett et Mel Brooks

#### 2016
Le 60e Festival du film de Londres s'est déroulé du 5 au 16 octobre 2016.
- Meilleur film :  Certain Women de Kelly Reichardt
- Sutherland Trophy du meilleur premier film : Grave de  Julia Ducournau
- Grierson Award du meilleur documentaire: Starless Dreams de Mehrdad Oskouei
- BFI Fellowships : Steve McQueen